# حوزه انتخابیه چهارم آرکانزاس
حوزه انتخابیه چهارم آرکانزاس یک حوزه انتخابیه مجلس نمایندگان آمریکا است که در ایالت آرکانزاس قرار دارد.